# Mor ve Ötesi
Mor ve Ötesi – turecki zespół pochodzący ze Stambułu, utworzony w 1995 r. z inicjatywy Haruna Tekina, wykonujący muzykę rockową. 

## Nazwa zespołu
- Mor = Fiolet
- Ve = i
- Ötesi= więcej, tamta strona

Razem oznacza to Fiolet i tamta strona. Czyli składanka tureckiego wyrazu morötesi, mogłoby to oznaczać ultrafioletowy lub druga strona fioletu.

## Historia
Na początku 1995 roku, Kerem Kabadayı, Harun Tekin, Derin Esmer i Alper Tekin założyli zespół 'Mor ve Ötesi' i nagrali swój pierwszy album w sierpniu tego samego roku. Album wyszedł w 1996 roku pod nazwą Şehir. Swój pierwszy koncert poza Stambułem zagrali w Orta Doğu Teknik Üniversitesi (ODTÜ; tłum. Uniwersytet Techniczny Bliskiego Wschodu), w Ankarze 1997. W tym samym roku grupę opuścił Alper Tekin, a jego miejsce zajął Burak Güven. Po 1999 roku, w którym nagrali swój drugi album pt: Bırak Zaman Aksın, w zespole nastąpiły kolejne zmiany, miejsce Derina Esmera zajął Kerem Özyeğen. 
16 grudnia 2000 roku zagrali jako support przed zespołem Placebo w Hilton Convention & Exhibition Center. Ich trzeci album Gül Kendine wyszedł pod koniec 2001 roku na rynek. Ich pierwszym hitem został Yaz, Yaz, Yaz. Zespół zapisał się na tureckiej scenie muzyki alternatywnej swoją piosenką Güneye giderken (tłum. W drodze na południe) która stała się wielkim hitem.
W 2003 roku, nagrali pieśń protestu z innymi wielkim gwiazdami tureckiej sceny muzycznej (m.in. Athena i Aylin Aslim) przeciwko amerykańskiemu atakowi na Irak. Pieśń nosiła nazwę Savaşa Hiç Gerek Yok (tłum. Wojna Nie Jest Nam Potrzebna). Rok 2004 był rokiem Mor ve Ötesi - dzięki przedwczesnemu wydaniu albumu (Dünya Yalan Söylüyor). Na płycie tej, znalazły się takie hity jak Cambaz (tłum. Akrobata), Bir Derdim Var (tłum. Mam Problem) czy Sevda Çiçeği (tłum. Kwiat Miłości). Wszystko zostało nagrodzone nagrodą muzyczną Kral.
Album Büyük Düşler (tłum. Wielkie Marzenia) wyszedł w 2006 roku. Pierwszym dużym hitem został Şirket (tłum. Przedsiębiorstwo).
10 grudnia 2007 zostali wybrani na reprezentanta Turcji na Konkurs Piosenki Eurowizji 2008. 15 lutego 2008, turecka telewizja TRT zaprezentowała piosenkę Deli (tłum. Obłąkany), z którą zespół reprezentował Turcję na Konkursie Piosenki Eurowizji 2008. Grupa z kompozycją zdobyła 7. miejsce, zdobywając 173 punkty (w tym maksymalną notę 12 punktów od Azerbejdżanu).

## Dyskografia
- Şehir (1996)
- Bırak Zaman Aksın (1999)
- Gül Kendine (2001)
- Dünya Yalan Söylüyor (2004)
- Büyük Düşler (2006)
- Başıbozuk (2008)
- Masumiyetin Ziyan Olmaz (2010)